# Бобровський 2-й
Бобровський 2-й (рос. Бобровский 2-й) — хутір у Серафимовицькому районі Волгоградської області Російської Федерації.
Населення становить 526 осіб. Входить до складу муніципального утворення Бобровске сільське поселення.

## Історія
Хутір розташований у межах українського історичного та культурного регіону Жовтий Клин.
Згідно із законом від 24 грудня 2004 року № 979-ОД органом місцевого самоврядування є Бобровске сільське поселення.

## Населення
| 2010 |
| ---- |
| 526  |